# Podanie (piłka nożna)
Podanie – kopnięcie piłki przez jednego zawodnika drużyny do drugiego (tej samej drużyny). Podania stosuje się coraz częściej w piłce nożnej, eliminując widowiskowy i lubiany przez kibiców drybling. 
Warianty:
- podstawowe
  - dośrodkowanie (ang. Cross) – najczęściej w pole karne, głównie w powietrzu. Służy stworzeniu bezpośredniego zagrożenia bramki przeciwnika i ułatwia strzał z woleja lub główki. Kopnięcie piłki przez zawodnika znajdującego się blisko linii autowej boiska, na skrzydle, do środka pola w celu stworzenia akcji bramkowej.
  - odchodzące – rotacja (podkręcenie) nadaje piłce kierunek od bramki
  - dochodzące – rotacja nadaje piłce kierunek do bramki
  - na dobieg (w tempo, prostopadłe) – podanie to zmusza adresata piłki do dobiegnięcia do niej, co zwiększa dynamikę akcji
  - wykop – najczęściej stosowany przez bramkarza; dalekie podanie, nawet w pole karne przeciwnika
  - podanie prostopadłe – kopnięcie piłki prostopadle do linii końcowej boiska do innego zawodnika z drużyny, który wybiega przed linię obrony przeciwnika zaraz po podaniu .
  - wrzutka (ang. Long ball)